# Montursi
Montursi (Mendurse in dialetto locale, o Murgia come comunemente è denominata l'intera contrada) è una frazione del comune di Gioia del Colle, nella città metropolitana di Bari, di circa 700 abitanti.
I comuni limitrofi sono Castellaneta (TA), Laterza (TA), Matera, Mottola (TA), Santeramo in Colle (BA).

## Geografia fisica

### Territorio
Montursi si trova sulla strada provinciale tra Gioia e Laterza, alle pendici della Murgia in un territorio dal rilievo aspro caratterizzato dalla presenza di numerose aree boscose (quercia, fragno, roverella), e pinete, in quella di Montursi è ubicata la chiesetta di San Giuseppe lavoratore nella quale dal 1959 si festeggia il primo maggio l'omonima festa.
La suddetta pineta negli ultimi anni si è arricchita della presenza di un'area attrezzata per pic-nic, di un parco giochi e di un percorso ginnico. Nella pineta sono presenti le strutture che una volta ospitavano la scuola elementare e l'ufficio postale oggi usati come luogo di incontro nelle tradizionali festività. Sempre in questa pineta è ubicato il pozzo artesiano usato come fonte di approvvigionamento d'acqua per gli usi agricoli.
Montursi, a un'altitudine media di oltre 400 metri, rappresenta la zona più alta del comune di Gioia del Colle. La peculiarità del territorio, posto tra parco nazionale dell'Alta Murgia e Parco delle Gravine, è quella di rappresentare la sintesi caratterizzante l'intero agro murgiano, ove accanto alla tipica pseudosteppa che contraddistingue le colline dell'agro, dette Toppe, alle manifestazioni carsiche (lama, gravina e grotte) e alle aree boscose ben si inseriscono le secolari fatiche dei contadini che hanno reso fertile la terra aspra con dissodamenti, e accogliente il territorio con la costruzione delle numerose masserie e case rurali.
Da segnalare lo jazzo nella pineta di Grottacaprara, dalla quale si può raggiungere la suggestiva Gravina Del Porto.
Il territorio è costellato di numerose masserie e aziende agricole che vengono a caratterizzare la tipica organizzazione dell'agro in numerose contrade (Toppe di Montursi, Grottacaprara, Lamie Nuove, Murgia Faccia Rossa, Murgia FraGennaro, Purgatorio, Masseria del Porto, la corte del conte Laterza).

## Flora e fauna
Specie protette sono il falco naumanni(grillaio) e l'orchidea. Numerose volpi, ricci, donnole e numerose specie di uccelli.

## Curiosità Storiche
- La frazione viene istituita nel Comune di Gioia del Colle nel 1958 . In realtà già dal '700 facoltosi proprietari terrieri insediarono le loro masserie, e successivamente dopo l'unità d'Italia e la riforma agraria questa campagna gioiese si popolò densamente, come testimoniano le scuole rurali e a Montursi l'ormai dismesso ufficio postale.

Il 12 ottobre 1957 il Commissario Prefettizio di Gioia delibera la concessione gratuita di terreno di proprietà comunale per la costruzione di una Chiesa Parrocchiale, casa canonica e opere parrocchiali in Contrada Montursi. In detta contrada infatti risiedevano circa 3000 persone e parte della zona era stata da poco rimboschita. A febbraio del 1959 il Commissario Prefettizio di Gioia Emanuele Loperfido delibera un contributo di £. 300.000 per l'erigenda chiesa di S. Giuseppe. Il 22 giugno del 1959 dal Commissario Prefettizio di Gioia è approvata la misura finale dei lavori di costruzione dell'edificio destinato a sede dello Stato Civile in Contrada Murgia.
- Accanto alle grandi masserie, i cosiddetti "casini", ai muretti a secco ai trulli e alle casedde, queste ultime risultato della grande riforma agraria, a testimonianza del legame ancestrale dell'uomo con questo territorio sono da annoverare i dolmen e la chiesa rupestre di santa Maria in località Masseria del Porto e il villaggio peuceta de La Castelluccia di Murgia San Francesco, siti archeologici ancora ignorati proprio nelle vicinanze della frazione, in territorio di Castellaneta.

L'area infatti risulta essere stata abitata fin dal paleolitico, lo testimonia il ritrovamento di una trentina di sepolcri dolmenici databili XIII-XII secolo a.C., del tipo: tomba a galleria dolmenica, sepolcro dolmenico a tumulo con cella rettangolare, cella pseudodolmenica. La Castelluccia è un insediamento risalente al VI secolo a.C.; florido in età ellenistica è decaduto in età romana.
- Nelle aree boscose prossime a Montursi agì e si nascose il sergente Romano uno dei protagonisti del fenomeno del brigantaggio nel Mezzogiorno.
- Nella pineta di Montursi è posto il monumento ai caduti della Prima Guerra Mondiale a testimonianza del tributo di vite offerto dalla cittadinanza di Montursi.

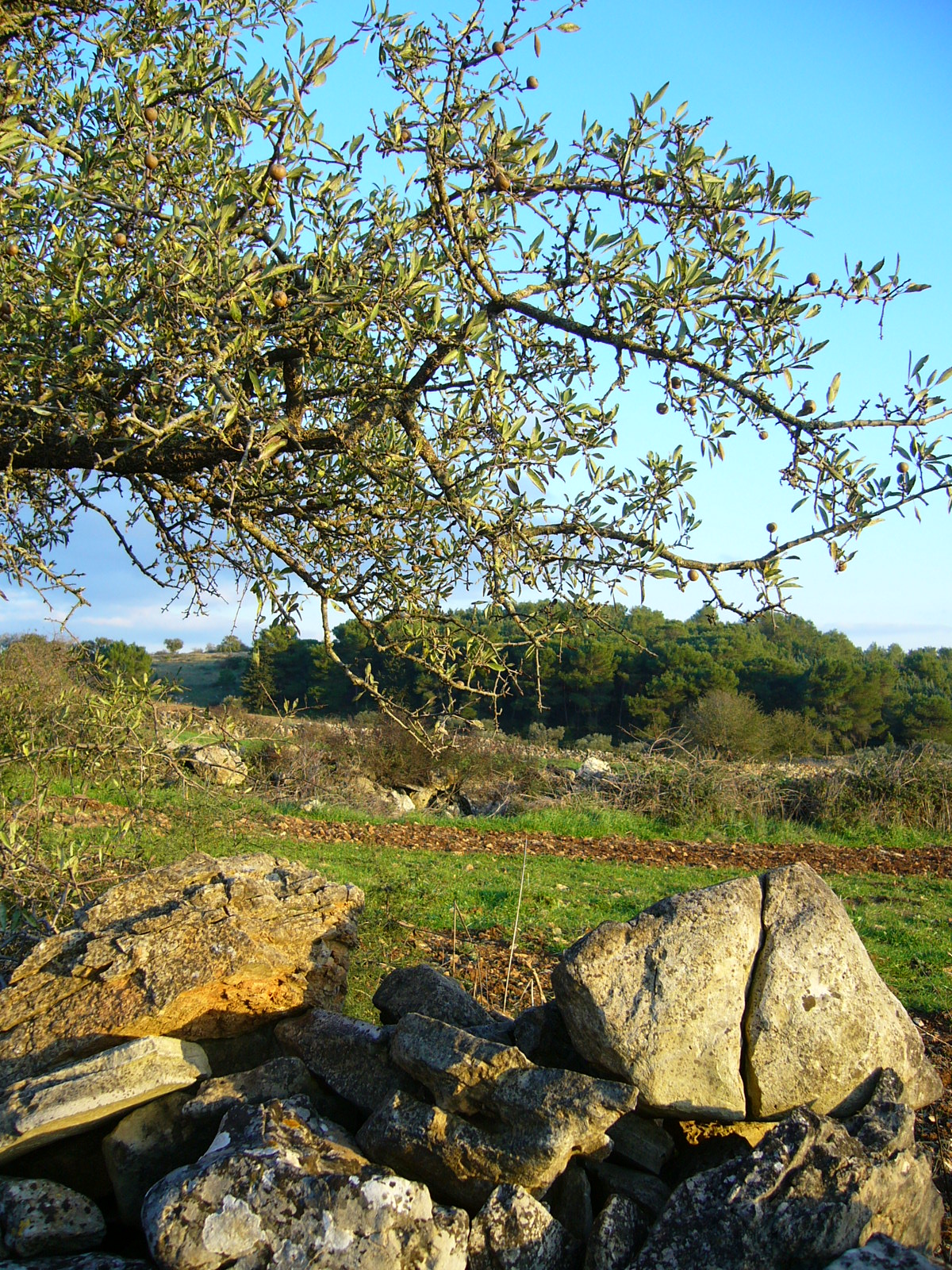

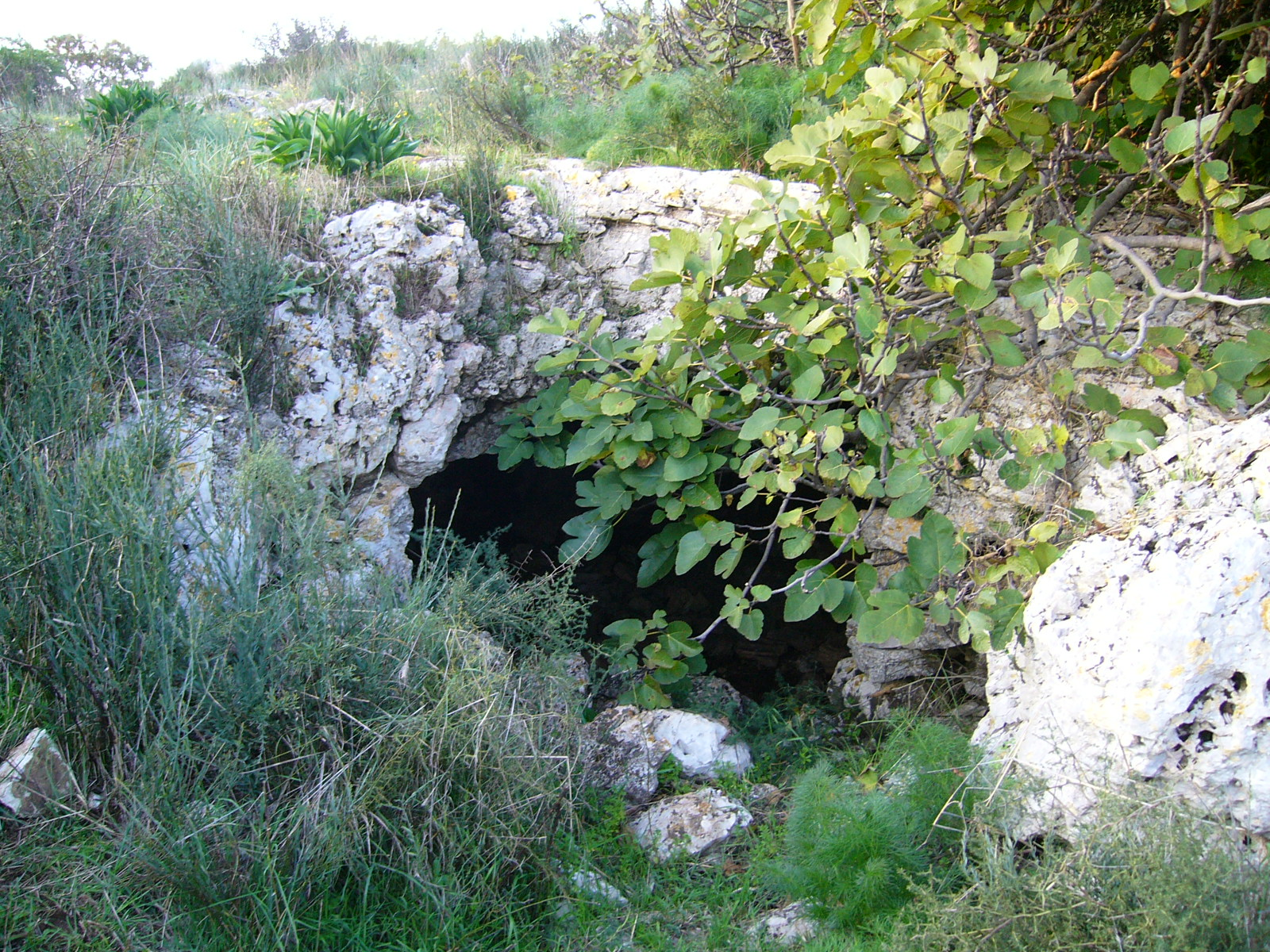
Una grotta su Toppa Montursi

## Economia
L'economia si basa soprattutto sull'allevamento di bovini e sulla produzione di latte, che regge l'industria casearia di Gioia del Colle nella produzione della famosa mozzarella.
Le coltivazioni predominanti sono a foraggio, tipica è la coltivazione di olive, mandorle e ciliegie.
Non manca il turismo, soprattutto nella stagione estiva, per la presenza di numerose seconde case, alcuni bed and breakfast e pizzerie.

## Festività e Sagre
1º maggio - San Giuseppe Lavoratore La festività, assai rinomata, richiama ogni anno migliaia di persone, che approfittano dell'aria salubre della pineta. La festa in onore del santo è ormai un appuntamento che inaugura ogni anno la stagione estiva. La festa, pur avendo radici immemorabili, è stata istituita nel 1959 con la costruzione della chiesa voluta da don Franco di Maggio anche come contrappeso alla manifestazione "laica" che nello stesso giorno si teneva in piazza XX Settembre a Gioia del Colle.
Agosto - Sagra del Pupo fritto, negli ultimi anni sponsorizzata dal Comitato locale è diventata un appuntamento immancabile.

## Raggiungere Montursi
- Da Gioia del Colle: SP 104 – Gioia verso Castellaneta, SP 15 Gioia verso Laterza.
- Da Matera: SS 7, svoltare verso Torre Spagnola - Piana di Viglione, SP 140 Viglione verso Altamura, SP185 Capo Carraro della Murgia
- Da Santeramo: SP 128 - Santeramo verso Laterza, Km 4 Strada Comunale Fullone, SP 185 Capo Carraro della Murgia.
- Da Laterza: SP 20 Laterza verso Gioia.
- Da Castellaneta: SP 21 - Castellaneta verso Masseria Porto, SP 104 Gioia verso Castellaneta.
- Da Mottola: SS100 uscita San Basilio, SP 23 - SP 21- SP 104 Via Porto.
- Dall'autostrada A14: uscita GIOIA DEL COLLE, seguire indicazioni per LATERZA.
- Ferrovie dello Stato: stazione di Gioia del Colle.